# Лозница (община, Болгария)
Лозница (болг. Община Лозница) — община в Болгарии. Входит в состав Разградской области. Население составляет 13 613 человек (на 21.07.05 г.).

## Состав общины
В состав общины входят следующие населённые пункты:
1. Бели-Лом
2. Веселина
3. Гороцвет
4. Градина
5. Каменар
6. Крояч
7. Ловско
8. Лозница
9. Манастирско
10. Манастирци
11. Сейдол
12. Синя-Вода
13. Студенец
14. Трапиште
15. Трыбач
16. Чудомир